# گمینا ژکونگ
گمینا ژکونگ (به لهستانی:  Gmina Rzekuń) یک گمینا در لهستان است که در شهرستان اوستروونکا واقع شده‌است. گمینا ژکونگ ۱۳۵٫۵ کیلومتر مربع مساحت و ۹٬۷۵۷ نفر جمعیت دارد.